# تاريخ كوبا (1902-1959)
يشمل تاريخ كوبا منذ عام 1902 حتى عام 1959، الذي يشير إليه النظام الكوبي الحالي بالفترة النيوكولونيالية، الفترة التي تلت استقلال كوبا عن الإمبراطورية الإسبانية في عام 1902، والحكومات العديدة المتغيرة والاحتلالات العسكرية الأمريكية، وينتهي بانتصار الثورة الكوبية في عام 1959.
ظاهريًا، جسدت الحكومات الديمقراطية التمثيلية على الرغم من أن الجزيرة كانت في بعض الأحيان تحت سيطرة المجلس العسكري أو حكومة غير منتخبة. بعد أن أصبح قائدًا للقوات المسلحة في عام 1933، لعب الكولونيل فولجينسيو باتسيتا دورًا مهيمنًا في السياسة الكوبية على مدى العقود التالية. أحدثت الثورة الكوبية منذ عام 1953 حتى عام 1959 تغييرًا كبيرًا في المجتمع الكوبي وأنشأت دولة اشتراكية وأنهت الهيمنة الاقتصادية الأمريكية في كوبا، إذ جعلت البلاد في صف الاتحاد السوفييتي.
كانت حكومات كوبا خلال هذه الفترة تُعتبر دولة عميلة للولايات المتحدة الأمريكية. منذ عام 1902 حتى عام 1932 تضمّن قانون كوبا وقانون الولايات المتحدة تعديل بلات، الذي ضمن حق الولايات المتحدة في التدخل في كوبا ووضع قيودًا على العلاقات الخارجية الكوبية. في عام 1934، وقّعت كوبا والولايات المتحدة معاهدة العلاقات التي كانت تُلزم كوبا بمنح معاملة تفضيلية لاقتصادها للولايات المتحدة، مقابل ذلك منحت الولايات المتحدة كوبا حصة مضمونة بنسبة 22% من سوق السكر الأمريكية التي عُدلت في وقت لاحق من عام 1949 إلى 49%.

## 1902 – 1933: الحكومات الأولى
بعد الحرب الإسبانية الأمريكية، وقعت إسبانيا والولايات المتحدة اتفاقية باريس لعام 1898 التي تخلت إسبانيا بموجبها عن بويرتوريكو والفيلبين وغوام إلى الولايات المتحدة مقابل مبلغ قدره 20 مليون دولار. نالت كوبا استقلالها الرسمي عن الولايات المتحدة في 20 مايو 1902 تحت اسم جمهورية كوبا. بموجب الدستور الكوبي الجديد، احتفظت الولايات المتحدة بالحق في التدخل في الشؤون الكوبية والإشراف على شؤونها المالية والعلاقات الخارجية. بموجب تعديل بلات، استأجرت الولايات المتحدة من كوبا قاعدة خليج غوانتانامو البحرية.

### الاحتلال الأمريكي 1906 – 1908
بعد التطهير السياسي والانتخابات الفاسدة والمزورة في عام 1906، واجه الرئيس الأول، توماس أسترادا بالما، تمردًا مسلحًا من قبل قدامى المحاربين في الحرب. كما كان الحال في حرب الاستقلال، كان الكوبيون الأفارقة ممثلين تمثيلًا زائدًا في جيش المتمردين عام 1906. بالنسبة لهم، أحيت ثورة أغسطس الآمال في الحصول على «حصة شرعية» في حكومة كوبا. في 16 أغسطس 1906، خشية من استعداد الحكومة لسحق المؤامرة، رفع الجنرال السابق في جيش التحرير بينو جويرا راية الثورة. اعتقل بالما على الفور كل سياسي ليبرالي سنحت الفرصة لاعتقاله، وانضم الباقون إلى حركة سرية. في محاولة لتجنب التدخل أرسل ثيودور روزفلت مبعوثين إلى هافانا للتوصل إلى تسوية بين الحكومة والمعارضة. في ما يتعلق بحياد كحياد تصويت الإدانة لحكومته، استقال أسترادا بالما من منصبه وجعل مجلس وزرائه بأكمله يقدم استقالته أيضًا، تاركًا الجمهورية دون حكومة ومجبرًا الولايات المتحدة على السيطرة على الجزيرة. أعلن روزفلت على الفور أن الولايات المتحدة اضطرت للتدخل في كوبا وأن هدفها الوحيد هو تهيئة الظروف اللازمة لإجراء انتخابات سلمية.

### 1908 – 1924
في عام 1908، استعيد الحكم الذاتي مع انتخاب خوسيه ميغيل غوميز رئيسًا، إلا أن الولايات المتحدة واصلت تدخلها في الشؤون الكوبية. في عام 1912، حاول حزب اللون المستقل إقامة جمهورية سوداء منفصلة في مقاطعة أورينت، إلا أن المحاولة تلك قُمعت من قبل الجنرال مونتيجودو بإراقة رهيبة للدماء.
لعب إنتاج السكر دورًا بارزًا في السياسة والاقتصاد الكوبيين.